# VFC-13
Escadron de chasse composite 13
Le Fighter Squadron Composite 13 ou VFC-13, connu sous le nom de « Saints », est un escadron de chasse composite de l'United States Navy fournissant une formation d'adversaire. L'escadron est basé à la Naval Air Station Fallon au Nevada et fait partie de la Tactical Support Wing de la Réserve navale des États-Unis. Leur indicatif radio est Bogey et leur code de queue est AF.

## Historique

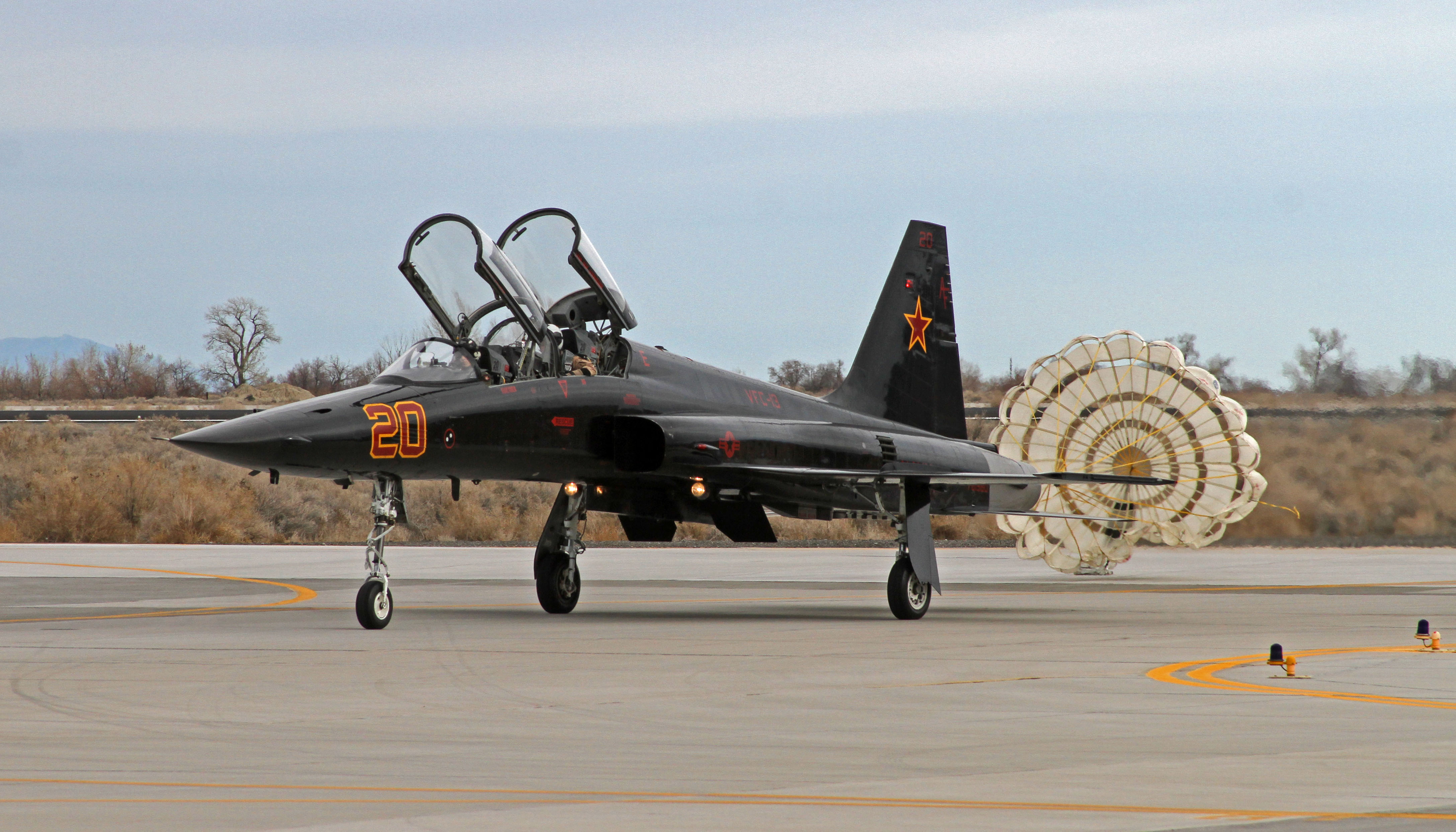
F-5 Tiger du VFC-13

Le Fleet Composite Squadron Thirteen (VC-13) a été créé le 1er septembre 1973 au Naval Air Station New Orleans, en Louisiane, lorsque l'US Navy a réorganisé la United States Navy Reserve et la Naval Air Reserve Force (NAVAIRESFOR). L'escadron a d'abord piloté le F-8 Crusader et la plupart des pilotes étaient d'anciens membres du VSF-76 et VSF-86. En avril 1974, ils ont fait la transition vers l'A-4 Skyhawk. 
En 1976, le VFC-13 déménage au Naval Air Station Miramar et, en 1993 au Naval Air Station Fallon. Le 22 avril 1988, l'escadron a été renommé Fighter Composite Squadron Thirteen. 
Puis il intègre l'United States Marine Corps au Marine Corps Air Station Miramar. En 1996, il retourne au NAS Fallon et s'équipe du F-5E Tiger II.

### Années 2000

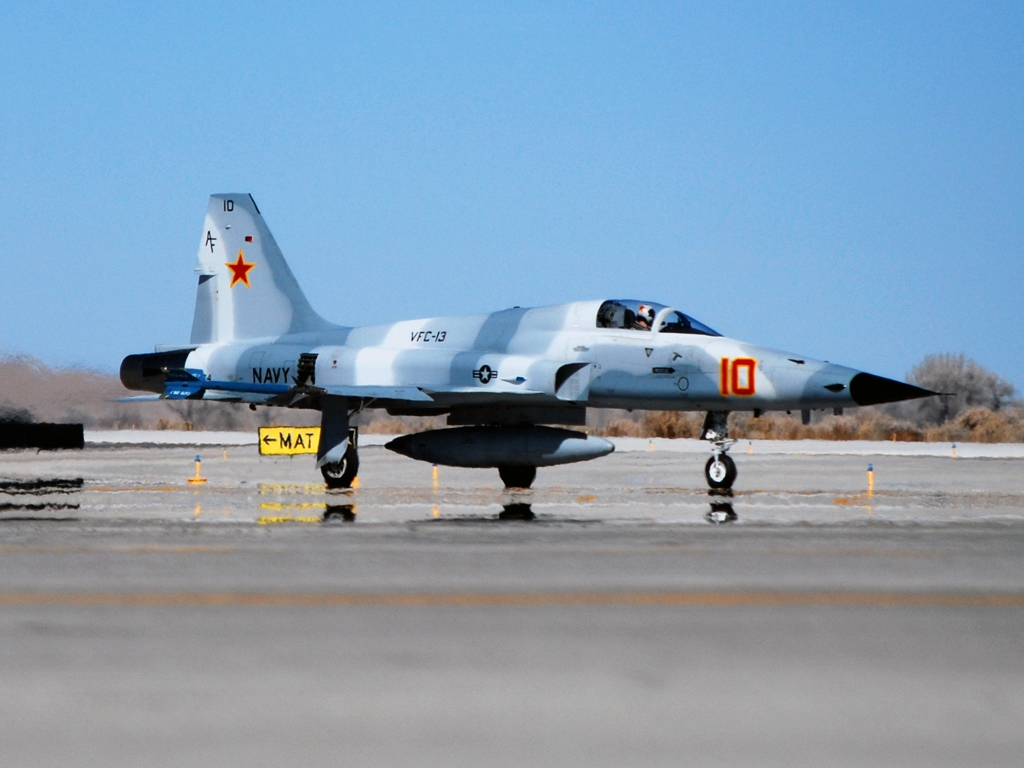
F-5N Freedom Fighter du VFC-13, en 2015

En janvier 2005, le VFC-13 a établi un détachement permanent de 12 avions au Naval Air Station Key West, en Floride, pour l'entraînement sur la côte est. Par la suite, en 2006, le détachement VFC-13 de Key West a été renommé VFC-111, avec une affectation d'un F-5F Tiger II et 17 F-5N Freedom Fighter.

### Citations
- Un Battle E (Battle Effectiveness Award (en))
- Deux CNO Safety Award (en)